# Reward Deficiency Syndrome
Als Reward Deficiency Syndrome (RDS) wird eine Störung bezeichnet, bei der das Belohnungssystem des Gehirns nicht ordnungsgemäß funktioniert, was z. B. auch eine Ursache für Suchterkrankungen sein kann, bei welchen sich die Betroffenen die „Belohnung“ zwangsweise durch externe Stimulanzien (z. B. Alkohol, Kokain, Opiate, Nikotin oder Cannabis) zuführen.